# Мироново (Киренский район)
Миро́ново — село в Киренском районе Иркутской области. Входит в состав Коршуновского муниципального образования.

## География
Село находится на левом берегу реки Лена, на расстоянии 273 км (по Лене) к северо-востоку от города Киренск, административного центра района.

## Население
| 2002 | 2010 | 2011 | 2012 |
| ---- | ---- | ---- | ---- |
| 101  | ↘54  | →54  | ↘51  |

## Улицы
| - ул. Лесная, - ул. Мира, | - ул. Набережная, - ул. Новая. |